# Clés pour le train miniature

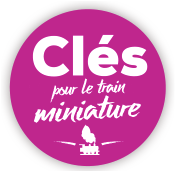
Logo der Zeitschrift Clés pour le trains miniature.

Clés pour le train miniature ist eine seit 2012 erscheinende kleinformatige französische Modelleisenbahn-Zeitschrift, die speziell auf junge Modelleisenbahner wie auch Neueinsteiger ausgerichtet ist. Sinngemäß übersetzt lautet der Titel Der Schlüssel für die Modelleisenbahn. Chefredaktor ist mit Stand 2019 Denis Fournier Le Ray. Herausgegeben wird die Zeitschrift durch den Französischen Verlag LR Presse, der auch andere französisch- und englischsprachige Zeitschriften zum Thema Eisenbahn und Modelleisenbahn herausgibt. Beispielsweise die Zeitschriften Loco Revue, einer Zeitschrift bezüglich des Modells wie auch des Vorbildes, oder Voie Libre, einer Zeitschrift spezifisch zu Schmalspur- und Nebenbahnen, auch sowohl bezüglich des Modells wie des Vorbildes.

## Inhalt
Die Zeitschrift beinhaltet primär Artikel zum Thema Modelleisenbahn, aber auch zum Thema Spielzeugeisenbahn und dem Vorbild. Seit Beginn der Herausgabe werden jeweils in sechs aufeinanderfolgenden Zeitschriften die Grundlagen zum Bau einer bestimmten kleineren Modelleisenbahnanlage für Zuhause vermittelt. In jeder Ausgabe liegt zudem ein einfacher Bastelbogen zum Thema bei, die auf einem zur Zeitschrift gehörenden Blog auch verschiedentlich detailliert beschrieben werden.